# Легіон мерців
Легіон мерців (англ. Legion of the Dead) — німецький фільм жахів 2001 року.

## Сюжет
Рятуючись від божевільного, нерозлучні приятелі Вільям і Люк опинилися в маленькому каліфорнійському містечку посеред пустелі. Але, виплутавшись з однієї неприємності, приятелі потрапили в іншу. Саме в цьому містечку таємничий Демон і його підручні вбивають людей, створюючи з них Легіон живих мерців.

## У ролях
- Майкл Карр — Вільям
- Расселл Фрайденберг — Люк
- Кімберлі Лібе — Джина
- Хенк Стоун — Джеф
- Харві Дж. Альперін — Ніколас
- Маттіас Хьюз — Togaio — блондин
- Крістофер Кріса — псих Майк
- Даррен Шахлаві  — Пітер
- Біргіт Стаубер — Жаклін
- Андреа Сейтц — Сільвія
- Чін Меєр — Майкл
- Джо Кук — Джо
- Джефф Мазерхед — Кейсі